# Roger Casement
Roger David Casement (in irlandese Ruairí Dáithí Mac Easmainn; Sandycove, 1º settembre 1864 – Londra, 3 agosto 1916) fu un diplomatico britannico proveniente dall'Irlanda, noto per il suo coinvolgimento nella campagna contro lo sfruttamento nello Congo belga; fu poi un acceso sostenitore della causa indipendentista irlandese. Venne arrestato e condannato a morte come traditore da un tribunale inglese nel 1916.

## Biografia

### Diplomatico
Roger Casement nacque nel 1864 a Sandycove, nei dintorni di Dublino. La sua famiglia era però originaria della contea di Antrim, nell'estremità settentrionale dell'isola, di fronte alla Scozia: infatti Casement trascorse gran parte della giovinezza in quella località.

Appartenente a una ricca famiglia protestante, dopo gli studi lavorò per alcune compagnie commerciali britanniche attive nell'Africa subsahariana, dove rimase per nove anni. Grazie all'esperienza acquisita, nel 1892 entrò nella diplomazia del Regno Unito. Nel 1900 venne incaricato di fondare il primo consolato britannico a Boma, nel Congo, patrimonio personale del re del Belgio Leopoldo II.
Nel 1903, in seguito alla risoluzione di protesta approvata dalla Camera dei Comuni britannica contro la brutale gestione del Congo leopoldino, Casement partì per un viaggio di ispezione nella regione, e restò fortemente impressionato dalle atrocità contro le popolazioni indigene di cui fu testimone. Tornato in Europa, presentò un rapporto molto duro sulla situazione congolese, da cui però furono censurati tutti i nomi, su pressione dei sostenitori di re Leopoldo II e delle compagnie commerciali britanniche. Casement, deluso dalla censura, si incontrò a inizio 1904 con Edmund Dene Morel, e insieme fondarono l'Associazione per la riforma del Congo (CRA), dando vita ad un'imponente mobilitazione contro i crimini commessi per ordine di Leopoldo.

### Sostenitore dell'indipendenza irlandese
La CRA cessò le sue attività nel 1913, ma Casement già nel 1906 aveva dovuto diminuire il suo impegno nell'Associazione per rispettare gli impegni consolari. Nel 1906 Casement fu inviato in Brasile, prima come console nel Pará, poi trasferito a Santos, e infine promosso a console generale a Rio de Janeiro. Fu aggregato come rappresentante consolare ad una commissione d'inchiesta sulla schiavitù delle tribù dell'Amazzonia peruviana (Putumayo), impiegate nella raccolta del caucciù per conto delle imprese di Julio César Arana e suo fratello. Casement ebbe l'occasione di fare tra gli indiani di Putumayo un lavoro simile a quello che aveva fatto in Congo. Una serie di articoli pubblicati su alcune riviste inglesi nel 1909 suscitò l'indignazione pubblica in Gran Bretagna contro gli abusi e il genocidio del Putumayo. Casement eseguì due ispezioni nella regione, nel 1910 e nel 1911. In un rapporto al ministro degli esteri britannico, del 17 marzo 1911, Casement fornì informazioni dettagliate sui metodi utilizzati dalla compagnia di Arana per costringere gli indios a migliorare la produttività.
Alcuni degli uomini citati come assassini nella sua relazione furono messi sotto processo in Perù, mentre altri riuscirono a fuggire. Arana non fu mai processato, continuando invece una carriera politica di successo, diventando senatore. Morì a Lima nel 1952 all'età di 88 anni.  
In questi anni Casement abbracciò la causa del patriottismo irlandese. Allo scoppio della prima guerra mondiale egli cercò di creare una brigata di combattenti irlandesi, la Irish Brigade, che appoggiasse i tedeschi in cambio del riconoscimento dell'indipendenza dell'Irlanda. 
per raggiungere la quale tentò di costituire un battaglione alleato con i tedeschi in chiave anti-inglese, che gli costò la  condanna per alto tradimento e l'esecuzione per impiccagione a Londra
Il progetto fallì e il 21 aprile 1916 Casement venne arrestato a Banna Strand, nei pressi di Tralee nel Kerry, incriminato per alto tradimento e condannato a morte per impiccagione. Venne imprigionato nella Torre di Londra. Subito si mobilitarono in suo favore alcuni dei più grandi intellettuali dell'epoca: Arthur Conan Doyle, Joseph Conrad, George Bernard Shaw e William Butler Yeats. La mobilitazione non riuscì nel proprio intento. Casement si convertì al cattolicesimo in punto di morte. La condanna a morte venne eseguita il 3 agosto 1916 nella prigione di Pentonville a Barnsbury, un quartiere a nord di Londra, dal boia John Ellis (1874-1932). Per evitare che la sua tomba diventasse meta di pellegrinaggi, fu interrato in una tomba senza nome nel cimitero del carcere.
Nel 1928 un'alta croce celtica di pietra venne eretta sul promontorio che domina la baia di Murlough, nel punto esatto dove Casement avrebbe voluto essere sepolto (come aveva scritto in una lettera dal carcere inviata alla cugina Elizabeth Bannister). Fu però vandalizzata più volte e infine fatta saltare da un gruppo paramilitare unionista. Dopo diversi decenni il clima si rasserenò e le spoglie mortali di Casement ricevettero il dovuto omaggio. Nel 1965 vennero rimpatriate in Irlanda, con l'impegno di non seppellirle nell'Irlanda del Nord. L'impegno fu rispettato: Casement ricevette degna sepoltura con i funerali di Stato e gli onori militari al cimitero di Glasnevin, dove riposano i Grandi della libertà irlandese, alla presenza del presidente della Repubblica Éamon de Valera e di 30.000 irlandesi.

## Riconoscimenti
- A Roger Casement e al suo arresto è dedicata una delle più famose ballate tradizionali irlandesi, Lonely Banna Strand.
- Il Premio Nobel per la letteratura 2010 Mario Vargas Llosa ne ha raccontato la storia nel suo romanzo Il sogno del celta.